# FKムラドスト・バチュキ・ヤラク
フドバルスキ・クルブ・ムラドスト・バチュキ・ヤラク（セルビア語: Фудбалски клуб Младост Бачки Јарак, セルビア・クロアチア語: Fudbalski klub Mladost Bački Jarak）は、セルビアのヴォイヴォディナ・バチュキ・ヤラクをホームタウンとするサッカークラブである。